# KZ-Außenkommando Hausham
Das KZ-Außenkommando Hausham war eines der 169 Außenlager des Konzentrationslagers Dachau. Es bestand von Juli 1942 bis April 1945 in Eckart, einem Ortsteil der oberbayerischen Gemeinde Hausham. Obwohl sich dieses Kommando in das SS-Kameradschaftsheim Vordereckart und einer in unmittelbarer Nachbarschaft befindlichen Außenstelle der Deutschen Versuchsanstalt für Ernährung und Verpflegung, dem „Versuchsgut“ Hintereckart aufgliederte, wurden die beiden Teile im Schriftverkehr des Konzentrationslagers Dachau, in der ITS-Liste und auch in der bisher erschienenen Literatur stets unter der gemeinsamen Bezeichnung Außenlager Hausham aufgeführt. Die beiden ursprünglichen Bauernhöfe der Ansiedlung Vorder- und Hintereckart liegen auf einer Anhöhe südlich der Straße von Hausham nach Gmund am Tegernsee und gehen auf das 17. Jahrhundert zurück.

## SS-Kameradschaftsheim Vordereckart

### Vorgeschichte

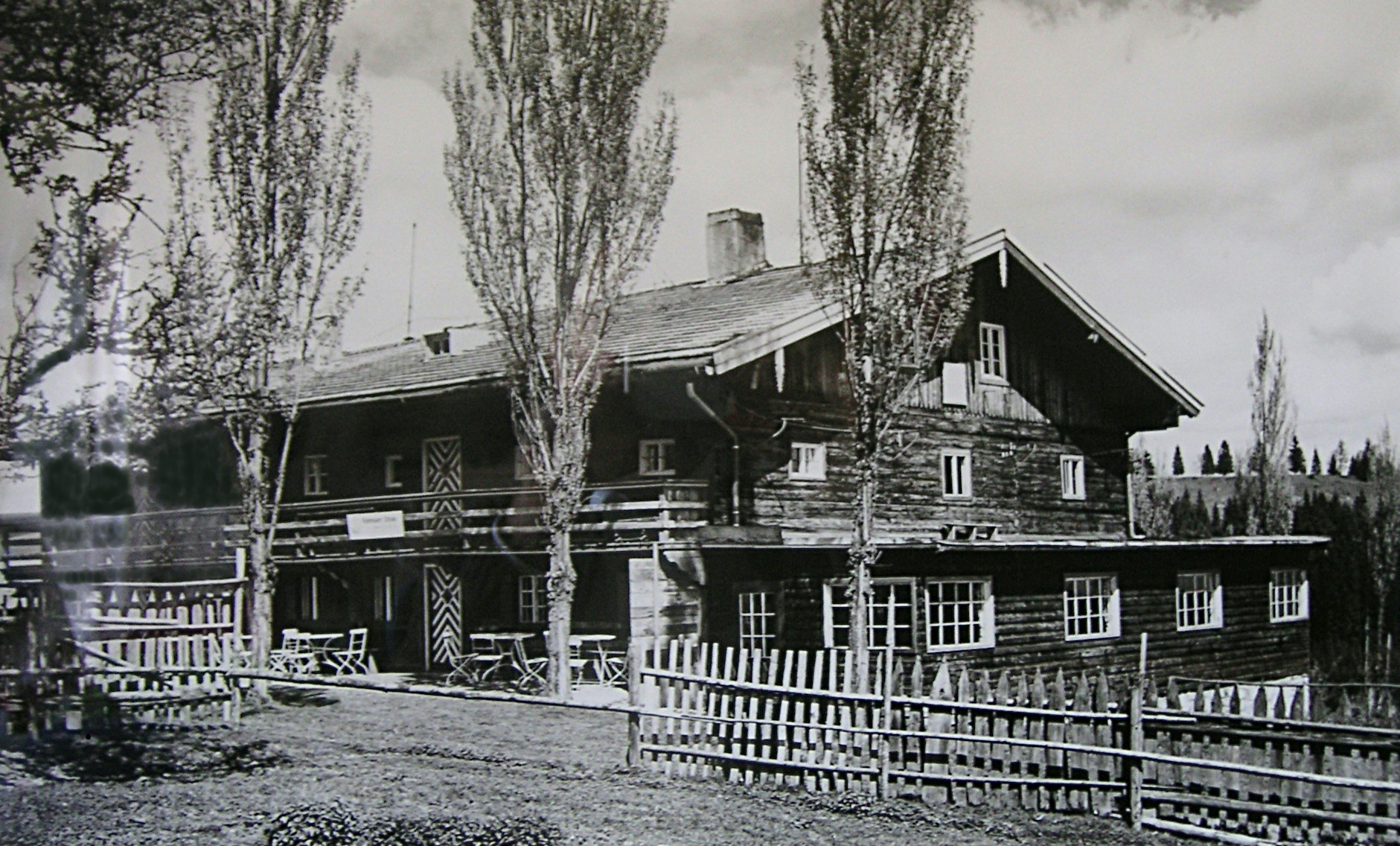
Vordereckart um 1939

Der Touristenverein „Naturfreunde Südbayern“ kaufte im Jahr 1924 den Bauernhof Vordereckart, baute ihn zu einem Unterkunftshaus um und nannte es nach einem Mitbegründer des Vereins „Rohrauerhaus“. Nach der Machtübertragung an die Nationalsozialisten wurde der Verein 1933 verboten. Eine SA-Abteilung überfiel das Haus und verjagte den Pächter. Ein Jahr später wurde das Anwesen vom Bezirksamt Miesbach eingezogen und gelangte in den Besitz des Bayerischen Staates. Anfang 1935 wurde es an einen Polizeioberwachtmeister aus München verkauft, der dort eine Gastwirtschaft aufmachte. Infolge privater Umstände verpachtete er sie bald an die SS, die dort das „SS-Kameradschaftsheim Vordereckart“ einrichtete.

### Arbeitseinsatz der Häftlinge
Zum Betrieb und Bauunterhalt wurden KZ-Häftlinge aus dem Stammlager Dachau eingesetzt. Laut ITS-Liste bestand das Außenlager vom 9. Juli 1942 bis 25. April 1945, allerdings mit größeren zeitlichen Unterbrechungen. In der Hauptsache handelte es sich bei den Häftlingen um Handwerker, die wochen- oder monatsweise meist in Gruppen von zehn bis zwölf Mann vom Stammlager Dachau zu Umbau- und allgemeinen Renovierungsarbeiten abgestellt waren. Dies bestätigen Veränderungsmeldungen der Abteilung Arbeitseinsatz des Konzentrationslagers Dachau und die durch die Zentrale Stelle der Landesjustizverwaltungen veranlassten Vernehmungen von Überlebenden. Im Frühjahr 1944 wurde ein Kleintierstall gebaut. Da in dieser Zeit nur kriegswichtige Bauten erlaubt waren, stellte die Verwaltung des KZ Dachau einen Antrag auf Ausnahme vom Bauverbot, der auch positiv beschieden wurde, da im Formular wahrheitsgemäß angegeben war, dass Häftlinge des KZ Dachau das Bauvorhaben durchführen würden, ebenso sei Altmaterial wie Holz und Sand vorhanden. Sogar der kontingentierte Zement wäre verfügbar. Gegen Ende 1944 wurde eine Wasserleitung verlegt und noch der Vortrieb eines Stollens im Fels begonnen, der als Luftschutzbunker dienen sollte.

### Behandlung der Häftlinge
Die Arbeiten wurden von einem SS-Kommandoführer beaufsichtigt, zur Bewachung genügte ein SS-Mann. Die Behandlung wurde übereinstimmend von den Überlebenden als gut bezeichnet, es sei auch nie zu Misshandlungen oder gar Tötungen gekommen. Auch hätten sie viel Freiheit gehabt. Die Verpflegung war ausreichend und gut. Die Unterbringung der Häftlinge geschah im Bauernhof nebenan. Zu Ende des Krieges waren keine männlichen Häftlinge mehr in Vordereckart, es gibt nur Berichte der Befreiung von Frauen aus Hintereckart. Die letzte Erwähnung von vier männlichen Häftlingen geschah durch die Stärkemeldung vom 26. April 1945, auf der nächsten vom 29. April 1945, dem Tag der Befreiung des Konzentrationslagers Dachau, fehlen sie. Das offizielle Enddatum des Bestehens des Außenlager, 25. April 1945 ergibt sich offensichtlich aus dem Umstand, dass an diesem Tag zum letzten Mal Arbeitskommandos vom Stammlager Dachau ausrückten.

### Nachkriegsgeschichte
Nach Angaben von Einheimischen wurde nach Kriegsende das Anwesen als Heim für heimatlose Kinder genutzt. Während dieser Zeit bemühte sich der Touristenverein „Die Naturfreunde“ um die Rückgabe ihres Ferienheims, was ab 1. Oktober 1947 als Wiedergutmachung erfolgreich war. In den Jahren 1965/1966 wurde das alte Gebäude abgerissen und als vergrößerter Neubau wiedererrichtet. Schließlich veräußerte man 1974 das Haus an die Landeshauptstadt München, die es als Schullandheim unter dem alten Namen „Rohrauerhaus“ nutzte. Heute gibt es vor Ort kein Zeichen der Erinnerung an die Anwesenheit von KZ-Häftlingen.

## „Versuchsgut“ Hintereckart

### Vorgeschichte

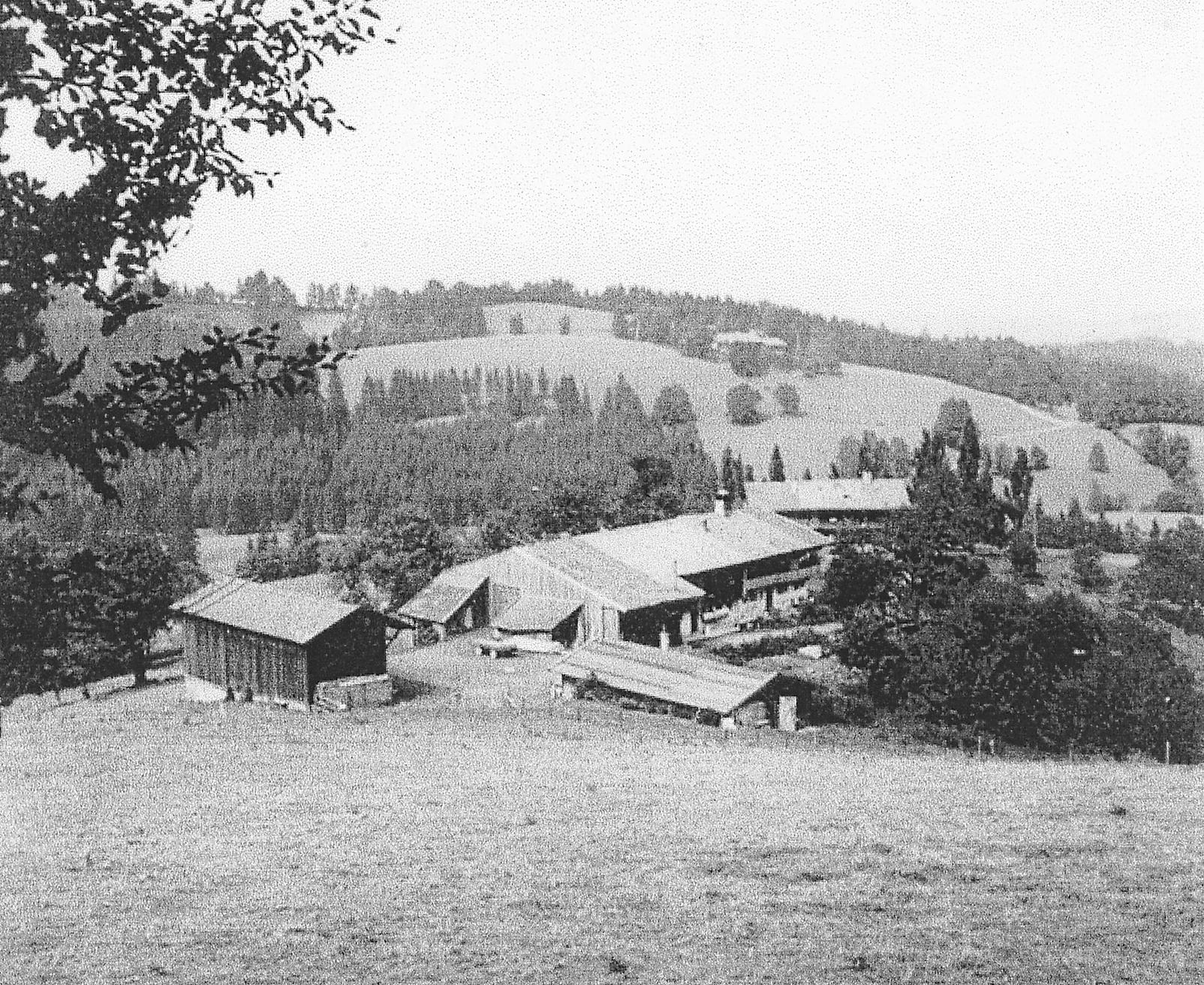
Hintereckart um 1950, das letzte Gebäude im Hintergrund ist das Kameradschaftsheim

Im Jahr 1936 erwarb ein Diplomlandwirt das etwas vernachlässigte Anwesen Hintereckart. Als er beim Überfall auf Polen gefallen war, verpachtete dessen Frau „zur Erhaltung des Betriebes für den jugendlichen Erben“ den Hof an die Deutsche Versuchsanstalt für Verpflegung und Ernährung GmbH (DVA), sie selbst arbeitete unter der Woche als Lehrerin in München. Für die Leitung war ein ziviler Verwalter eingestellt.

### Arbeitseinsatz der Häftlingsfrauen
Da für die Bewirtschaftung des „Versuchsgutes“ KZ-Häftlingsfrauen vorgesehen waren, wurde dieses Außenlager ab dem 27. Oktober 1943 zunächst dem Konzentrationslager Ravensbrück unterstellt, wobei allerdings in Häftlingsberichten eine erste Zuweisung bereits für Januar 1942 erwähnt wird. Im Zuge der Umstrukturierung des Außenlagersystems für Frauen wurde der Hof ab dem 5. Oktober 1944 unter dem KZ Dachau geführt. Versuche an Anbauflächen oder Nutztieren wurden nicht durchgeführt, vielmehr wurde hier das Jungvieh des Außenkommandos „Liebhof“ aufgezogen, das sich in unmittelbarer Nachbarschaft zum KZ Dachau befand, außerdem hielt man Schweine und Hühner.
Während der ganzen Zeit des Bestehens befanden sich meist zehn Frauen in Hintereckart, die durchweg der Glaubensgemeinschaft der Zeugen Jehovas angehörten (allgemein in der Zeit des Nationalsozialismus „Bibelforscher“ genannt), wobei zwei von ihnen auch im Kameradschaftsheim Vordereckart in der Küche und als Zimmermädchen arbeiten mussten. Sechs Frauen stammten aus dem Deutschen Reich, drei aus den Niederlanden und eine aus Belgien. Alle diese wurden wegen der Ausübung ihres Glaubens inhaftiert und verbrachten zum Teil bereits einige Jahre in Gefängnissen und dem KZ Ravensbrück. Die Arbeit der Häftlingsfrauen bestand in der Versorgung des Viehs samt Hühnern, dem Melken der Kühe und Ausmisten des Stalls, dem Mähen mit der Sense, Heumachen und auch Streuen von Mist auf den steilen Bergwiesen, allgemeinen landwirtschaftlichen Arbeiten sowie dem Kochen für ihre Kameradinnen. Im Winter gehörte dazu das Schneeräumen und einmal das Fällen eines Baumes mit einer Handsäge.

### Behandlung der Häftlingsfrauen
Die  Frauen waren in einem gemeinsamen Schlafraum im Bauernhof untergebracht, wo sie in Betten mit Strohsäcken schliefen. Die Verpflegung wurde in regelmäßigen Abständen mittels eines Lastwagens unter der Leitung eines SS-Führers in Begleitung eines politischen Häftlings aus dem Stammlager Dachau in das Außenlager gebracht und von einer ansässigen Familie aus den Reihen der SS zubereitet. Da den Speisen des Öfteren Blut beigemengt war, verweigerten sie in Befolgung des biblischen Gebots, sich des Blutes zu enthalten, den Verzehr. Nach einer Beschwerde beim zuständigen SS-Führer durften sie dann selbst kochen. Als die Versorgung von Dachau aus immer schwieriger wurde, besorgte der Verwalter für sie unerlaubterweise Lebensmittelmarken zum Bezug von Nahrungsmitteln und als dies nicht mehr möglich war, achtete er auf andere Weise auf sie, wobei er sich des Öfteren von der ausreichenden Versorgung überzeugte, indem er mit ihnen am Tisch saß. Außerdem erhielten sie etwas von der von ihnen gemolkenen Milch. Zu ihrer Bewachung genügte eine einzige SS-Aufseherin, da es die Zeugen Jehovas aus Glaubensgründen ablehnten, zu fliehen. Später wurde diese durch einen älteren SS-Mann ersetzt, dessen Beruf Landwirt war und der bei der Arbeit mithalf.
Da sich die Zeugen Jehovas weigerten, in der Rüstungsindustrie zu arbeiten, verbesserte sich ihre Behandlung in den Konzentrationslagern und deren Außenlagern erst durch eine Anweisung Heinrich Himmlers etwa seit 1942, da dieser die Beschäftigung bei kriegsneutralen Arbeiten und in Haushalten ausdrücklich anregte. Dadurch hatten die Häftlingsfrauen auch in Hintereckart relativ größere Freiheiten und konnten sich meist ohne Bewachung bewegen und Zivilkleidung tragen; sie erhielten Bergschuhe für ihre Arbeit. Nach einer Beschwerde der Frauen über die SS-Aufseherin wegen Schikanen bei der Landarbeit wurde diese bei einem der regelmäßigen Besuche des SS-Führers zurechtgewiesen.
Ihren Glauben stärkten die inhaftierten Frauen dadurch, dass sie sich mit einheimischen Zeugen Jehovas sonntags heimlich im Wald trafen und von ihnen auch „Wachtturm“-Literatur erhielten, von der einiges auch ins Stammlager Dachau zu den dort inhaftierten Glaubensbrüdern gelangte. Den einzigen Feiertag der Zeugen Jehovas, das Abendmahl zur Erinnerung an den Tod Jesu Christi, konnten sie heimlich im abgesperrten Schlafraum des Bauernhofes mit Rotwein und ungesäuertem Brot feiern. Der Verwalter verhielt sich kooperativ, indem er unerlaubterweise den unzensierten Briefverkehr mit den Angehörigen duldete und ihnen geheime Treffen mit den Inhaftierten ermöglichte. Als sich eine der Häftlingsfrauen bei einer verbotenen nächtlichen Schlittenfahrt ein Bein brach, veranlasste er die Einweisung in das örtliche Krankenhaus statt der vorgeschriebenen Überführung in das Krankenrevier des Stammlagers Dachau und verpflichtete alle Beteiligten zum Stillschweigen. Selbst die Besucher aus den Reihen der SS im Kameradschaftsheim verhielten sich gegenüber den Häftlingsfrauen ausgesprochen freundlich. Trotz ihrer relativ guten Behandlung waren sie dennoch Arbeitssklavinnen und den Unwägbarkeiten des KZ-Lebens bis hin zu lebensbedrohenden Situationen unterworfen. So wurde eine der Frauen noch kurz vor Kriegsende mit dem Erschießen bedroht, da sie sich erlaubte, beim Aufrichten eines Holzstoßes darauf hinzuweisen, dass sie wegen ihrer geringen Körpergröße die Holzscheite nicht so hoch stapeln könne.

### Befreiung
Die Häftlingsfrauen waren von Informationen über den Kriegsverlauf abgeschnitten, so dass sie von ihrer Befreiung durch amerikanische Soldaten am 2. Mai überrascht wurden. Die US-Soldaten nahmen die im Kameradschaftsheim anwesenden SS-Angehörigen gefangen. Die Häftlingsfrauen verließen am 8. Mai Hintereckart, da die Besitzerin die belegten Räume zurückhaben wollte. Sie erhielten vom Verwalter eine Bescheinigung ihrer Inhaftierung als Zeugen Jehovas und von den Amerikanern materielle Unterstützung. Vorübergehend fanden sie Unterkunft bei Glaubensbrüdern in Hausham, um dann in ihre Heimat zurückzukehren. Zuvor sprachen sie dem Verwalter schriftlich den „Dank für die gemeinsame Zusammenarbeit, durch welche unser gezwungenes Hiersein erträglicher gestaltet wurde“, aus.

### Nachkriegsgeschichte
Das ehemalige „Versuchsgut“ wurde 1958 verkauft, der neue Besitzer hat die Landwirtschaft aufgegeben. Heute erinnert nichts mehr an die Zwangsarbeit der Häftlingsfrauen.